# Protoglossum aromaticum
Protoglossum aromaticum är en svampart som först beskrevs av Josef Velenovský, och fick sitt nu gällande namn av J.M. Vidal 2002. Protoglossum aromaticum ingår i släktet Protoglossum och familjen spindlingar.   Inga underarter finns listade i Catalogue of Life.